# Kolcheti-1913 Poti
SK Kolcheti-1913 Poti (gruz. სკ კოლხეთი-1913 ფოთი) – gruziński klub piłkarski z siedzibą w Poti.

## Historia
Chronologia nazw:
- 1913—19??: Kolcheti Poti
- 19??—1978: Kolchida Poti
- 1979—1989: Kolcheti Poti
- 1990—...: Kolcheti-1913 Poti

Klub został założony w 1913 jako Kolcheti Poti. Na początku grał w rozgrywkach lokalnych. W czasy ZSRR zmienił nazwę na Kolchida Poti, a w 1962 debiutował w Klasie B, strefie 2 Mistrzostw ZSRR. W 1963 w wyniku kolejnej reorganizacji systemu lig ZSRR spadł do Klasy B (Wtoroj Ligi), w której występował do 1989, z przerwą w 1970, kiedy grał w Klasie B, strefie 2, oraz w latach 1975-1978, kiedy na 4 lata pożegnał się z rozgrywkami profesjonalnymi. W 1979 przywrócił nazwę Kolcheti Poti.
W 1990 zmienił nazwę na Kolcheti-1913 Poti i debiutował w pierwszych rozgrywkach o Mistrzostwo niepodległej Gruzji. Do roku 2006 klub występował w Umaglesi Liga, jednak z powodu braku dofinansowania ze strony władz regionalnych, musiał się z tych rozgrywek wycofać. Po roku przerwy od sezonu 2007/08 klub gra w drugiej klasie rozgrywek piłkarskich Gruzji, zwanej Pirveli Liga.

## Sukcesy
- Klasa B ZSRR, strefa 2:

13 miejsce: 1962
- Puchar ZSRR:

1/32 finału: 1987/88, 1988/89, 1990/91
- Mistrzostwo Gruzińskiej SRR:

mistrz: 1978, 1988
- Mistrzostwo Gruzji:

wicemistrz: 1993/94, 1996/97
3 miejsce: 1994/95, 1995/96, 1997/98
- Puchar Gruzji:

półfinalista: 1993/94, 1996/97

## Związani z klubem
- Rewaz Dzodzuaszwili
- Wladimer Gabedawa

## Europejskie puchary
Legenda do wszystkich tabel:
- Q – runda eliminacyjna, 1/16, 1/8, 1/4, 1/2 – odpowiednia faza rozgrywek, Grupa – runda grupowa, 1r gr – pierwsza runda grupowa, 2r gr – druga runda grupowa, F – finał, R – runda, PO – play-off
- k. – rzuty karne, los. – losowanie, Dogr. – dogrywka, w. – zasada bramek strzelonych na wyjeździe

| Sezon   | Rozgrywki        | Runda    | Klub                | Dom | Wyjazd | Ogólnie    |
| ------- | ---------------- | -------- | ------------------- | --- | ------ | ---------- |
| 1996    | Puchar Intertoto | Grupa 12 | Zemun               | 2–3 |        | 5. miejsce |
| 1996    | Puchar Intertoto | Grupa 12 | Jaro                |     | 0–2    | 5. miejsce |
| 1996    | Puchar Intertoto | Grupa 12 | Guingamp            | 1–3 |        | 5. miejsce |
| 1996    | Puchar Intertoto | Grupa 12 | Dinamo Bukareszt    |     | 0–2    | 5. miejsce |
| 1997/98 | Puchar UEFA      | 1Q       | Dynama Mińsk        | 2–1 | 0–1    | 2–2, w.    |
| 1998/99 | Puchar UEFA      | Q        | FK Crvena zvezda    | 0–4 | 0–7    | 0–11       |
| 1999    | Puchar Intertoto | 1R       | Cementarnica Skopje | 0–4 | 2–4    | 2–8        |